# Stratygrafia horyzontalna
Stratygrafia horyzontalna – w archeologii jest to współwystępowanie w tych samych rejonach stanowisk, uwarstwionych poziomo obiektów pochodzących w przybliżeniu z tego samego okresu. Układ taki ma związek z powiększaniem się stanowisk w różnych kierunkach w miarę upływu czasu. Proces taki jest obserwowany min. w osadach i cmentarzyskach. Tam obiekty o podobnej chronologii odkrywane są jako grupy w określonych rejonach stanowiska.